# 愛快羅密歐Stelvio
阿尔法·罗密欧Stelvio或称斯坦维（Type 949）是意大利制造商阿尔法·罗密欧自2016年起生产的车型。作为D级车，其在品牌SUV产品线中定位高于较小的Tonale。这款紧凑型豪华跨界SUV于2016年洛杉矶车展首发，配合路易吉·潘内执导的60秒短片亮相，2016年底在卡西诺工厂投产。2018年其以约43,000辆的年销量成为品牌最畅销车型。
Stelvio采用与D级轿车Giulia共享的Giorgio平台。车名源自意大利最高山隘斯泰尔维奥山口，该山路以48道发卡弯闻名。

## 产品特性
Stelvio基于Giulia同款Giorgio平台开发，但抬高了22 cm（8.7英寸）。共享相同动力总成及碳纤维传动轴等机械结构，后轮距加宽2.9 cm（1.1英寸），前轮距增加5.4 cm（2.1英寸）。后备箱容积达525升，尾门门槛与后保险杠平齐便于装卸。具备50:50重量分配和0.32风阻系数，Euro NCAP将其归类为大型越野车。
车身面板及悬架、制动系统等部件采用铝合金减重。AlfaLink悬架系统前部为双叉臂，后部为铝制多连杆结构，弹簧较Giulia更长但刚度更高以应对额外重量和离地间隙。驾驶座高度比Giulia提升近20 cm（7.9英寸）。悬架调校偏重操控性能，选装大尺寸轮毂可能影响舒适性。
标准后驱版本可选装"Q4"全驱系统，低附着力路面可向前轴分配50%动力。整车重量1,660（3,660磅）（含油液），比同级宝马X3轻145（320磅），比四缸保时捷Macan轻110（243磅）。制动系统抗热衰减性能突出，但需适应期。
全系标配支持苹果CarPlay和Android Auto的8.8英寸信息娱乐系统。

### 动力与性能
提供与Giulia相同的2.0T直四汽油和2.2T直四柴油发动机。四叶草版本搭载法拉利参与开发的2.9升690T双涡轮V6，最大功率510 PS（375 kW；503 hp）。欧洲市场采用WLTP标准测定油耗排放。2017年9月29日，四叶草版以7分51.7秒创纽北最速量产SUV纪录。

### 安全性能
| Euro NCAP 测试成绩          | Euro NCAP 测试成绩 | Euro NCAP 测试成绩 |
| --------------------------- | ------------------ | ------------------ |
| 阿尔法·罗密欧Stelvio (2017) |                    |                    |
| 测试                        | 得分               | %                  |
| 总分:                       | 5 /5颗星           | 5 /5颗星           |
| 成年乘员:                   | 37                 | 97%                |
| 小孩乘员:                   | 41.6               | 84%                |
| 行人:                       | 30.2               | 71%                |
| 安全辅助:                   | 7.3                | 60%                |

2017年7月，Stelvio在Euro NCAP碰撞测试中获得五星评级。成人保护以97%的得分表现"极为出色"，与沃尔沃XC90持平（因2017年测试标准更新，结果不可直接比较）。测试显示其对前排乘员保护优异，但后排乘客胸部保护仅为合格。儿童保护方面除10岁儿童假人在正面偏置测试中颈部保护较弱外均达标。发动机盖对行人头部保护良好，但挡风玻璃和A柱表现较差。自动紧急制动系统（AEB）测试表现优异，但限速装置操作被评"过于复杂"。
全系标配AEB系统。

## 历史沿革
作为继1950年代Matta越野车和2003年Kamal概念车后品牌首款量产SUV，其高性能版四叶草于2016年11月16日洛杉矶车展首发。2017年1月18日欧洲、中东和非洲地区开放First Edition版本预订，同年11月2日四叶草版在意大利上市。
2019年款柴油版升级至欧6d标准，搭载AdBlue技术降低颗粒物排放，150马力和180马力版本功率均提升10马力。欧洲市场新增Ti（Turismo Internazionale）版本，配备2.0T发动机+8AT+Q4全驱系统。2020年中国市场推出中期改款，升级8.8英寸触屏（支持OTA、WiFi热点、紧急呼叫），换装新方向盘及内饰材质。2022年北美市场精简为Sprint、Ti、Veloce和四叶草四个版本。

### 2023年版
2023年款Stelvio与Giulia同步迎来重大改款。前脸部分，原有的双氙气大灯被3+3式头灯组取代，该设计源自Tonale车型，成为品牌全新设计语言的核心元素。新车同时采用重新设计的进气格栅与动态转向灯。尾部方面，尾灯组采用更高透明度的灯罩并进行了细微造型调整。
内饰升级包含全新12.3英寸数字仪表盘，提供三种显示模式：进化（Evolved）、舒缓（Relax）和经典（Heritage）。

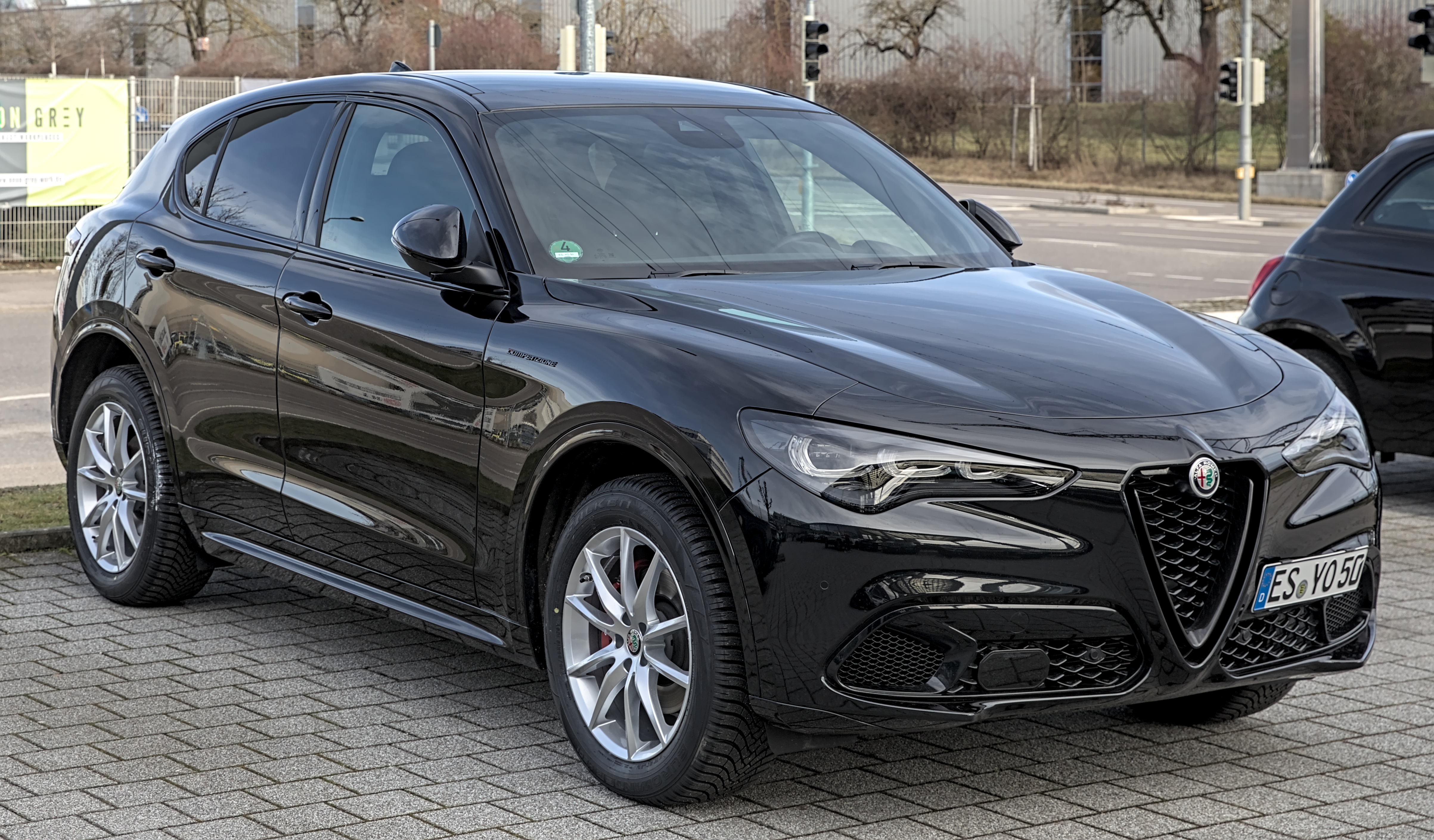
前脸视角（Stelvio Q4）
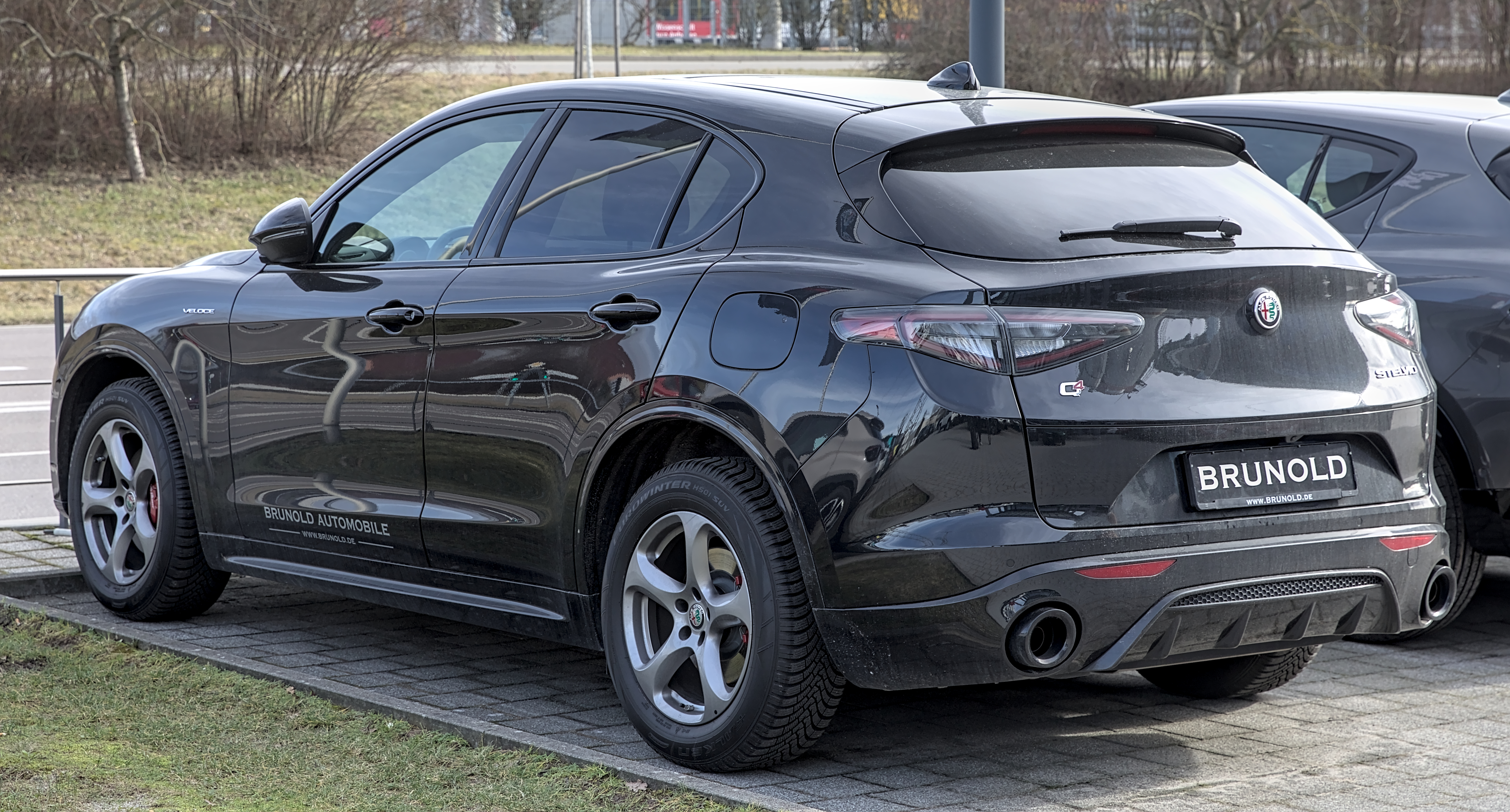
尾部视角（Stelvio Q4）
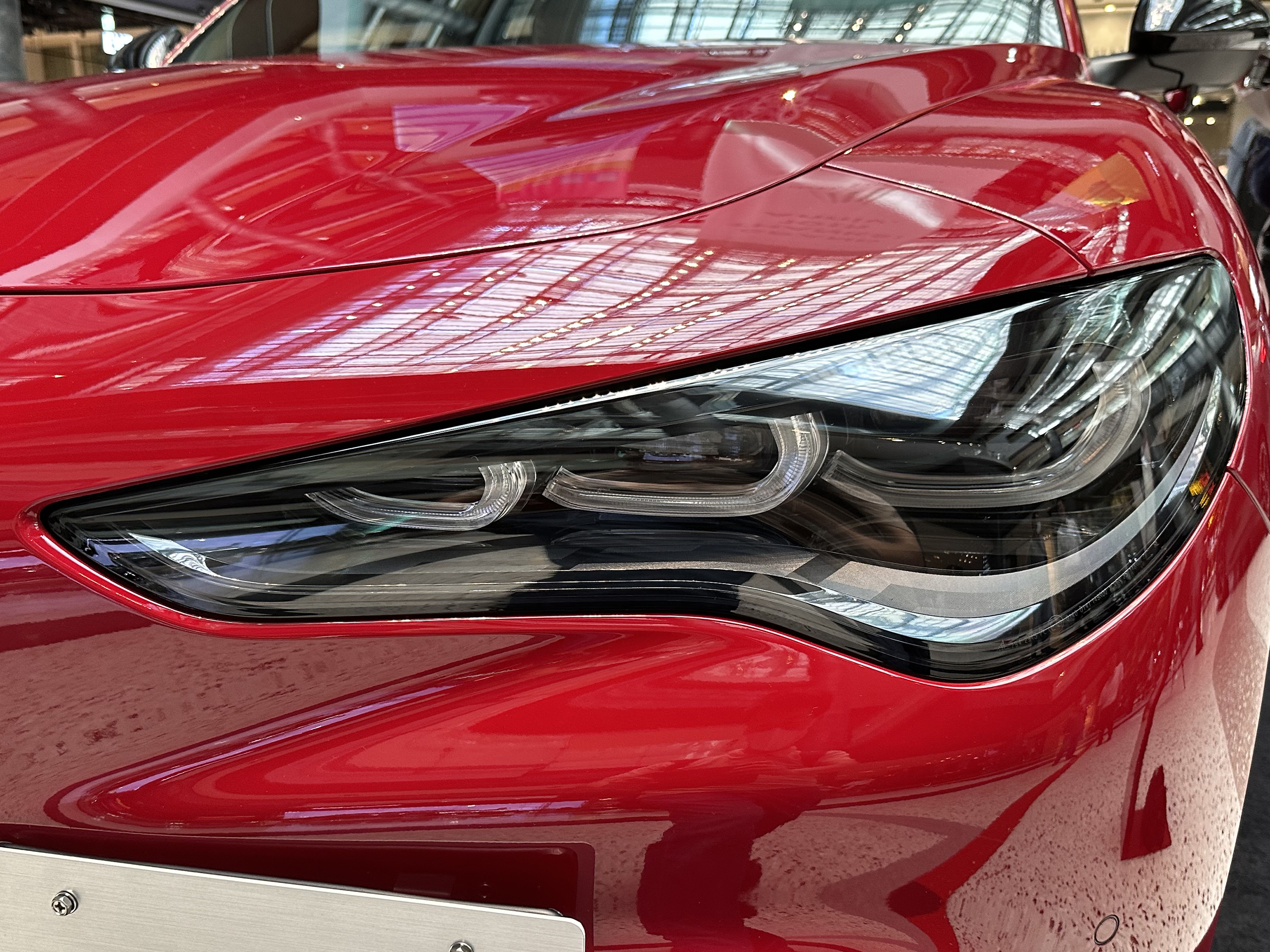
3+3头灯组